# Studený potok (přítok Oravy)
Studený potok je potok na horní Oravě, v území okresu Tvrdošín. Jde o pravostranný přítok Oravy s délkou 26,7 km a je tokem IV. řádu.

## Pramen
Studený potok pramení v Západních Tatrách v Roháčské dolině, kde vytéká z Roháčských ples v nadmořské výšce přibližně 1 657 m n. m.

## Směr toku
Na horním toku teče nejprve na jihovýchod, po opuštění posledního z Roháčských ples se stáčí zprvu na sever, za Ťatliakovým plesem pokračuje na severozápad až severoseverozápad. Po přibrání přítoku z Teplého žľabu teče dál západním směrem až k obci Zuberec, kde se nejprve stáčí na severozápad a mezi soutokem s Borovou vodou a soutokem s Blatnou teče na sever. Odtud pokračuje severozápadním, následně západním směrem, přičemž vytváří velký oblouk ohnutý na jih a na dolním toku nakonec teče k ústí severoseverozápadním směrem.

## Přítoky
- pravostranné: Látaná, přítok z Teplého žľabu, Blatná, dva přítoky zpod sedla Biedna, čtyři přítoky (první z nich ústi v 680,0 m n. m.) z jižních svahů Biedné (964,7 m n. m.)
- levostranné: přítok ze Spálené doliny s Roháčským vodopádem, vícero krátkých přítoků ze severních svahů Spálené (2 083,3 m n. m.), přítok ze Salatínské doliny, ze Spáleného žľabu, dva přítoky ze severovýchodního svahu Predného Salatína (1 624,0 m n. m.), Salatínský potok, přítok ze severního svahu Štítu (1 310,7 m n. m.), z jihozápadního svahu Štítu, z doliny Voliarisko, Števkovský potok, Borová voda, přítok ze severovýchodního úpatí Mnícha (1 109,9 m n. m.), z oblasti Dielnice, Mrzký potok, tři krátké přítoky (třetí z nich ústí v 624,6 m n. m.) ze severních svahů Bane (943,4 m n. m.), ze severního svahu Blatnického vrchu (830,6 m n. m.), přítok (596,2 m n. m.) z východního svahu Gráp (804,2 m n. m.)

## Ústí
Studený potok ústí do Oravy u obce Podbiel v nadmořské výšce přibližně 550 m n. m. V místě soutoku vytváří řeka Orava výrazný meandr, který vznikl zatlačením jejího toku až na úpatí Lučivného vrchu (840,7 m n. m.) mohutnými nánosy ze Studeného potoka.